# Déjà Vu (программа)
Déjà Vu / Дежа Вю  — проприетарная система автоматизированного перевода, разработанная испанской компанией Atril Language Engineering.

## Компания
Компания Atril Language Engineering основана в 1993 году. Компания занимается разработкой компьютерных систем для автоматизации работы переводчиков и переводческих агентств.

## Программное обеспечение
Компания ATRIL представляет выпускаемые продукты под следующими наименованиями:
| Версия продукта   | Год выпуска | Поддерживаемая ОС                     |
| ----------------- | ----------- | ------------------------------------- |
| Déjà Vu version 1 | 1993 — 1996 | MS DOS                                |
| Déjà Vu 3         | 1996 — 2001 | MS Windows 95                         |
| Déjà Vu X         | 2001 — 2011 | MS Windows 98, ME, 2000, XP, Vista, 7 |
| Déjà Vu X2        | 2011 — 2013 | MS Windows XP, Vista, 7               |
| Déjà Vu X3        | c 2013 года | MS Windows 10                         |

## Принцип работы
Программы памяти переводов (Translation memory, TM-программы или CAT-tools) — это средства автоматизации работы переводчиков, основной принцип которых — не переводить то, что уже было переведено.
TM-программы «запоминают» перевод фрагментов текстов в базе данных и автоматически подставляют этот перевод в дальнейшем — при работе над аналогичными или похожими текстами. Это повышает производительность труда и снижает затраты.
Помимо ускорения процесса перевода повторяющихся фрагментов, TM-программы также обеспечивают единообразие перевода терминов, так как позволяют вести и терминологическую базу данных.
TM-программы стали неотъемлемой частью техпроцесса в передовых переводческих агентствах, бюро переводов и переводческих отделах на предприятиях. Использование программ памяти переводов уже не просто конкурентное преимущество, а необходимость.

## Поддерживаемые форматы
Déjà Vu X способен создавать проекты и работать с Microsoft Word, Rich Text Format, Windows Help, Microsoft Excel, Micosoft PowerPoint, Microsoft Access, OpenOffice/StarOffice, Adobe FrameMaker MIF, Adobe InDesign, Adobe PageMaker tagged text, QuarkXPress XTG, Interleaf ASCII, HTML, ASP/ASP.NET, PHP, JavaScript, VBScript, HTML Help, SGML, XML, RC, C/C++/Java, Java properties, IBM TM untranslated segments, Trados WorkBench documents, TradosTag TTX, Trados TagEditor BIF, Trados TagEditor TMX, GNU PO и POT files и файлами в кодах ASCII — plain text files.

## Программные продукты

### Déjà Vu Х Standard
Целевая группа: переводчики-фрилансеры.
Описание: данная версия предназначена для переводчиков, желающих получить простой и удобный инструмент для работы. Позволяет создавать полноценные проекты, однако в ней отсутствуют некоторые автоматизированные функции, которые есть в версии Professional.

### Déjà Vu Professional
Целевая группа: переводчики-фрилансеры.
Описание: классическая версия программы для переводчиков со всеми автоматизированными функциями «Интеллектуального качества»: «Предперевод», «Автопоиск» по базам данных, «Автоподстановка» перевода по всем аналогичным сегментам на проекте, «Автопополнение» баз данных, а также «Автосборка» перевода из фрагментов, хранящихся в базах данных.
Использование функций Лексикона позволяет создавать глоссарии на основе переводимых проектов, определить частотность употребления терминов и использовать полученные глоссарии для контроля качества.

### Déjà Vu Workgroup
Целевая группа: переводческие агентства и отделы переводов.
Описание: мощный инструмент, который включает все функции версии Professional плюс широкие возможности по организации коллективной работы, управлению проектами и интеграции.
Обладает всеми функциями Déjà Vu Professional, но также позволяет вести коллективную работу через создание проектов-сателлитов для переводчиков-фрилансеров или редакторов с текстами на перевод, памятью переводов и терминологией либо через задания на перевод во внешнем формате, с которым можно работать с помощью любого текстового редактора.

### Déjà Vu X TeaM Server
Гибкое решение, которое даёт возможность пользователям Déjà Vu X2 Workgroup делиться базами данных в режиме реального времени по всему миру. Данное решение обеспечивает непревзойдённое качество, единообразие и производительность, плюс более низкие проектные затраты. Возможные схемы лицензирования могут снизить или совсем исключить ручное администрирование проектов.